# Glinka (cráter)
Glinka es un cráter de impacto de 89 km de diámetro del planeta Mercurio. Debe su nombre al compositor ruso Mijaíl Glinka (1804-1857), y su nombre fue aprobado por la  Unión Astronómica Internacional en 2008. Fue descubierto en 1974 por la sonda espacial Mariner 10.
Su superficie está cubierta por material que forma una planicie lista y muestra características de colaposo en forma de riñón, que también se llama pozo central. El tamaño del pozo , que se observó por primera vez en las imágenes de la sonda esspacial MESSENGER , obtenidas en enero de 2008, es de 20 x 8,5 km. Está rodeado por un depósito piroclástico brillante. Esta característica puede ser el resultado del colapso de una cámara magmática subyacente en la parte central del cráter. 
La característica del colapso es un análogo de las  calderas volcánicas de la Tierra.